# Kawaii JAPAN-da!!
Kawaii JAPAN-da!!（カワイイジャパンダ）は、2017年7月から2020年3月まで放送されていたMBSテレビとスペースシャワーTVの共同製作による若い女性向けの情報番組である。MBSでは火曜深夜1時59分、SPACE SHOWER TVでは水曜7時30分より放送されている。

## 概要
2014年10月から2017年6月まで放送されていたKawaii Asia（カワイイエイジア）の後継番組として2017年7月より放送開始。舟山久美子、椎名ひかり、前田希美の渋谷系モデルと、柴田紗希、菅沼ゆり、古関れんの原宿系モデルがモデル&タレントとして目指している夢や目標を叶えるため、いま一番興味をもって挑戦・頑張っていることを応援。ファッションリーダーである彼女たちの過ごし方に密着することで、日本の“Kawaii”文化やグルメ、ファッション、サブカルなど最新トレンドを発見し、国内＆海外に発信していく情報エンタメ番組。

## 出演者

### レギュラー
- 舟山久美子（くみっきー）
- 椎名ひかり
- 前田希美
- 柴田紗希
- 菅沼ゆり
- 古関れん

### 過去のレギュラー
- 中田クルミ
- 松本愛
- やのあんな

## スタッフ
- ナレーター：神島正和→舟山久美子
- 編集：杉原丈司、千葉南
- MA：亀山貴之、大辻愛里
- 音効：斎藤資典
- キャラクターデザイン：ODDJOB
- ロゴデザイン：バークグラフィックス
- スチール：LOVEGRAPH
- 編成：西澤和也→合田忠弘
- 構成：今井すゞ奈
- AP：中山隆
- AD：近藤聖里菜
- ディレクター：山本しんじ、木曽守、山本泰輔、岩野直人、新谷辰雄、菱田啓介、別宮有歩、竹中史子
- プロデューサー：細慶行、土岐みぎは、長原竜也、一花剛、萩原かおり
- 企画プロデュース：吉廣貫一
- 協力：ASOBISYSTEM、Vithmic、myrica music、Tokyo Girl's Update、Upright
- 制作：SPACE SHOWER TV
- 製作著作：MBS毎日放送

## 放送局
| 放送地域     | 放送局          | 放送期間                                                   | 放送日時                                                  | 放送系列 | 備考                                   |
| ------------ | --------------- | ---------------------------------------------------------- | --------------------------------------------------------- | -------- | -------------------------------------- |
| 近畿広域圏   | 毎日放送        | 2017年7月5日 - 2018年9月25日 2018年10月5日 - 2020年3月27日 | 水曜 1:59 - 2:30（火曜深夜） 金曜 1:29 - 1:59（木曜深夜） | TBS系列  | 制作局                                 |
| 日本全域     | SPACE SHOWER TV | 2017年7月5日 - 2018年9月25日 2018年10月5日 -               | 水曜 7:30 - 8:00 金曜 7:30 - 8:00                         | CS放送   | 制作局                                 |
| 台湾         | 台湾放送        |                                                            | 木曜 18:00 - 19:00                                        |          | 番組「完全娯楽」内、10分コーナーで放送 |
| インドネシア | WAKUWAKU JAPAN  |                                                            | 金曜 20:30 - 21:00                                        |          |                                        |
| シンガポール | WAKUWAKU JAPAN  |                                                            | 金曜 19:30 - 20:00                                        |          |                                        |
| ミャンマー   | WAKUWAKU JAPAN  |                                                            | 金曜 19:00 - 19:30                                        |          |                                        |
| スリランカ   | WAKUWAKU JAPAN  |                                                            | 金曜 18:00 - 18:30                                        |          |                                        |
| モンゴル     | WAKUWAKU JAPAN  |                                                            | 金曜 20:30 - 21:00                                        |          |                                        |
| ベトナム     | WAKUWAKU JAPAN  |                                                            | 金曜 19:30 - 20:00                                        |          |                                        |

| 配信サイト    | 配信期間       | 配信時期 | 備考            |
| ------------- | -------------- | -------- | --------------- |
| MBS動画イズム | 2017年7月5日 - | 水曜更新 | 最新話1週間無料 |
| Gyao!！       | 2017年7月5日 - | 水曜更新 | 最新話1週間無料 |

YouTubeでは1週間前に見どころを配信している。